# Zygothrica aliucapa
Zygothrica aliucapa är en tvåvingeart som beskrevs av David Grimaldi 1987. Zygothrica aliucapa ingår i släktet Zygothrica och familjen daggflugor.
Artens utbredningsområde är Colombia. Inga underarter finns listade i Catalogue of Life.